# Albaching
Albaching is een gemeente in de Duitse deelstaat Beieren, en maakt deel uit van het Landkreis Rosenheim.
Albaching telt 1.757 inwoners.
Albaching ·
Amerang ·
Aschau i.Chiemgau ·
Babensham ·
Bad Aibling ·
Bad Endorf ·
Bad Feilnbach ·
Bernau a.Chiemsee ·
Brannenburg ·
Breitbrunn a.Chiemsee ·
Bruckmühl ·
Chiemsee ·
Edling ·
Eggstätt ·
Eiselfing ·
Feldkirchen-Westerham ·
Flintsbach a.Inn ·
Frasdorf ·
Griesstätt ·
Großkarolinenfeld ·
Gstadt a.Chiemsee ·
Halfing ·
Höslwang ·
Kiefersfelden ·
Kolbermoor ·
Neubeuern ·
Nußdorf a.Inn ·
Oberaudorf ·
Pfaffing ·
Prien a.Chiemsee ·
Prutting ·
Ramerberg ·
Raubling ·
Riedering ·
Rimsting ·
Rohrdorf ·
Rott a.Inn ·
Samerberg ·
Schechen ·
Schonstett ·
Söchtenau ·
Soyen ·
Stephanskirchen ·
Tuntenhausen ·
Vogtareuth ·
Wasserburg a.Inn